# Richterswil
Richterswil est une ville et une commune suisse du canton de Zurich, située dans le district de Horgen. L'île Schönenwerd est rattachée au territoire de la commune.

## Géographie

Photo aérienne prise à 200 m par Walter Mittelholzer (1919).

Le territoire de Richterswil s'étend sur 7,54 km2. Lors du relevé de 2013-2018, les surfaces d'habitations et d'infrastructures représentaient 42,9 % de sa superficie, les surfaces agricoles 48,7 %, les surfaces boisées 7,7 % et les surfaces improductives 0,8 %.

## Culture
La ville accueille la fête du Räbechilbi le 2e samedi de novembre, où l'on défile dans la ville avec des raves creusées et éclairées par une bougie à l'intérieur, rappelant les festivités d'Halloween pour la Toussaint.

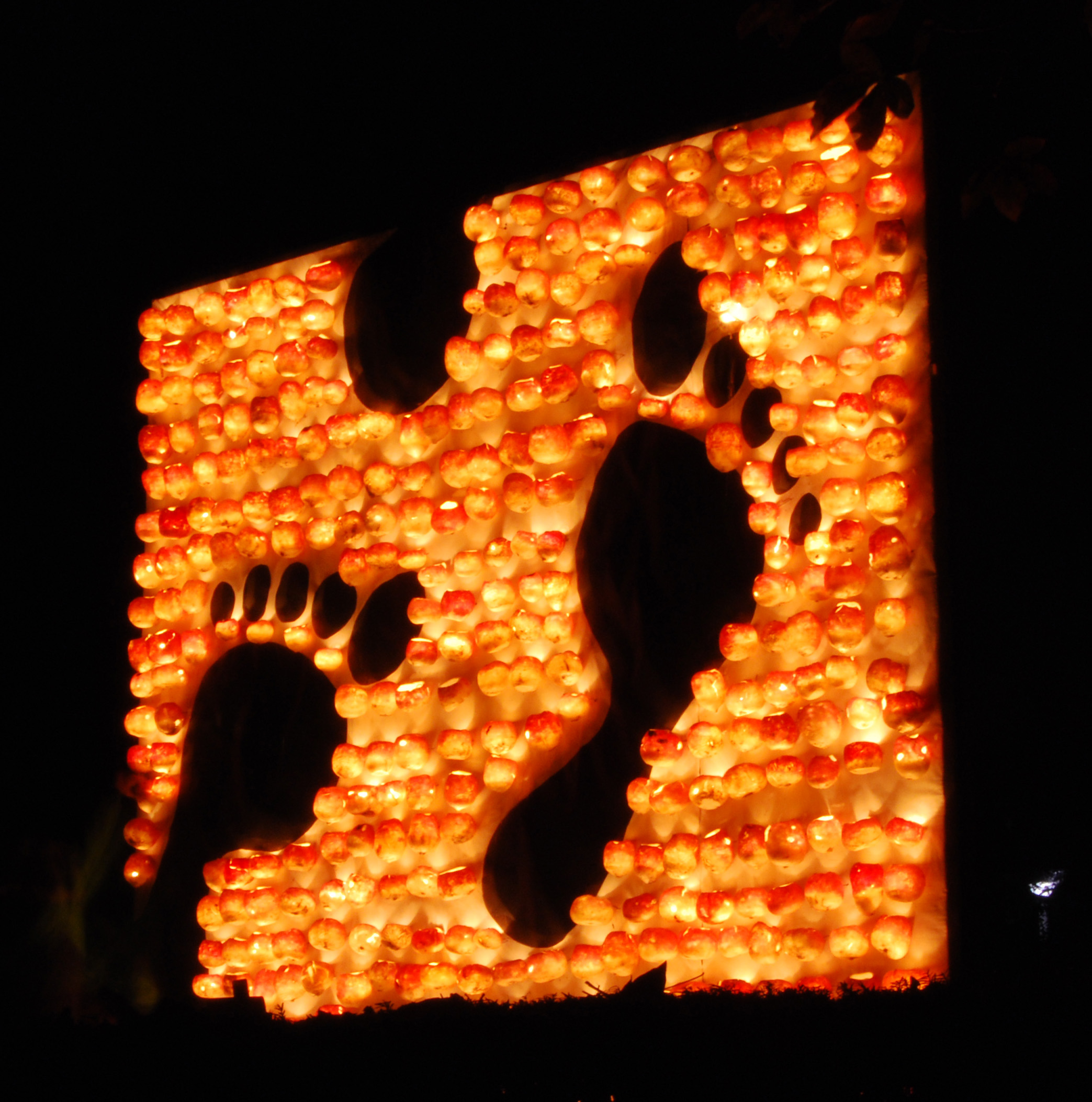
« Footprint »-Sculpture avec des raves.
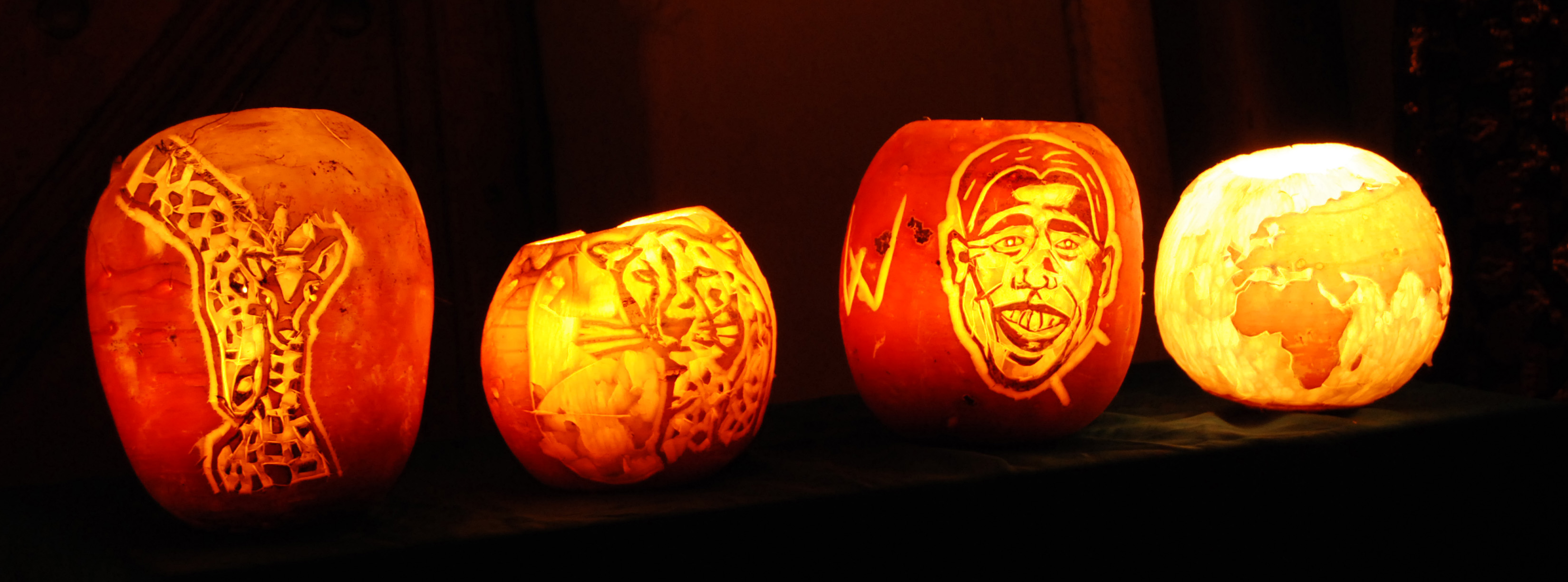
Des lanternes de raves dans la rue.
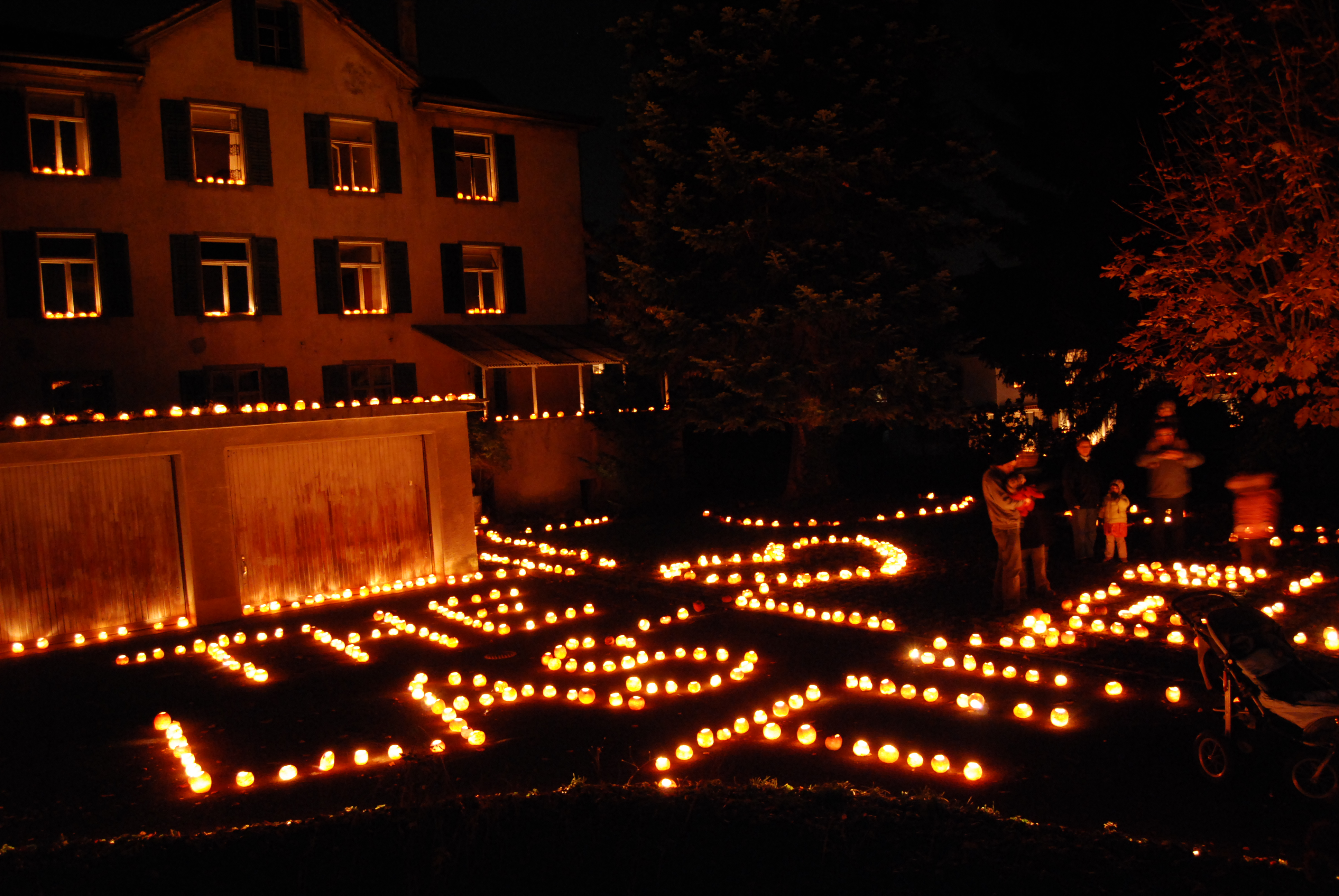
« The Last Time » / Écrit avec des raves dans un parc.
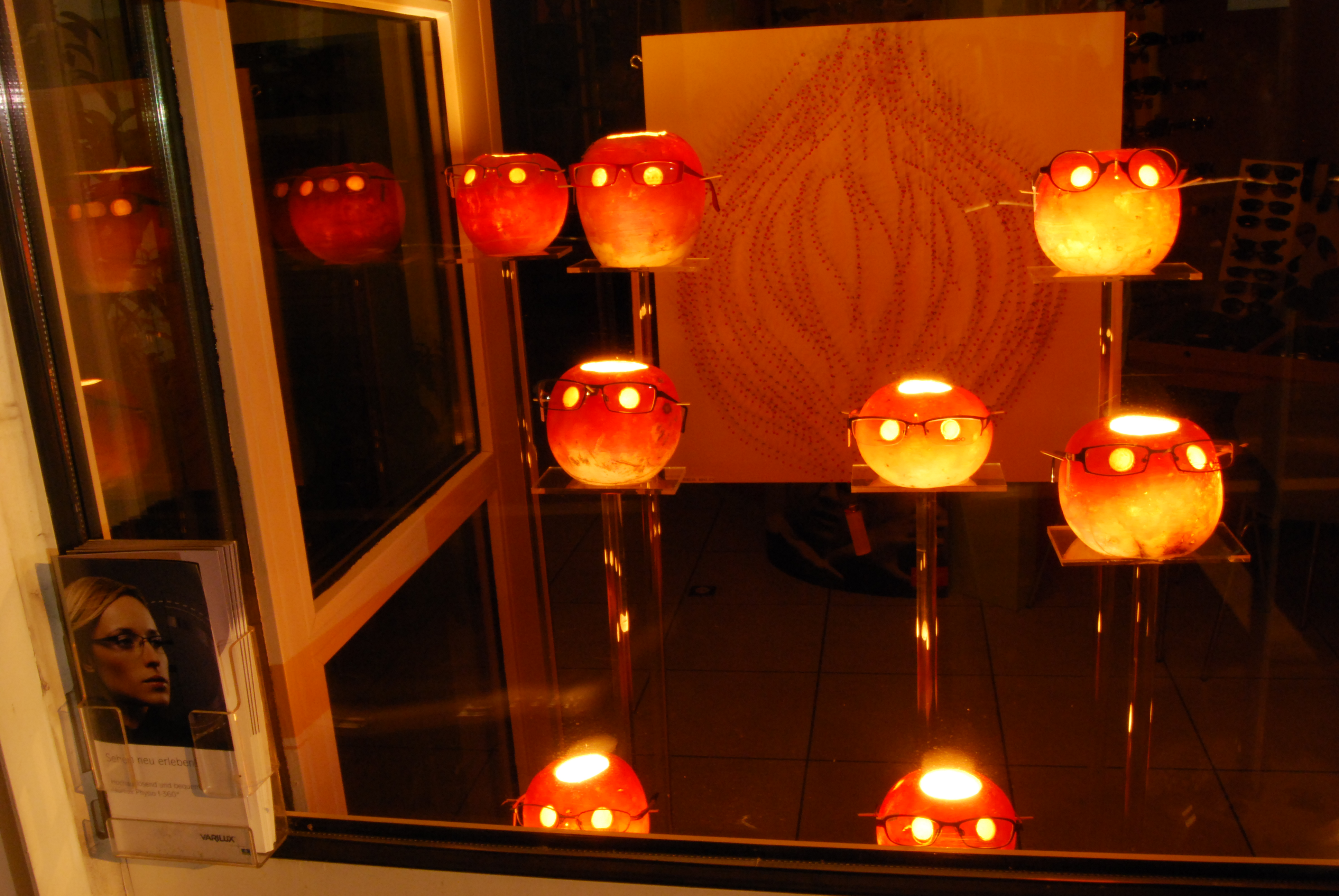
Lanternes en décoration d'appartement.

## Personnalités liées à la commune
- Hans Streuli, maire de Richterswil (1928-1935), conseiller d'État (1935-1953) et conseiller fédéral (1954-1959).